# 小行星3979
小行星3979（3979 Brorsen）是一颗绕太阳运转的小行星，为主小行星带小行星。该小行星于1983年11月8日发现。

## 轨道参数
小行星3979的轨道半长轴为3.1035731 UA，离心率为0.037。